# Norbert Haug

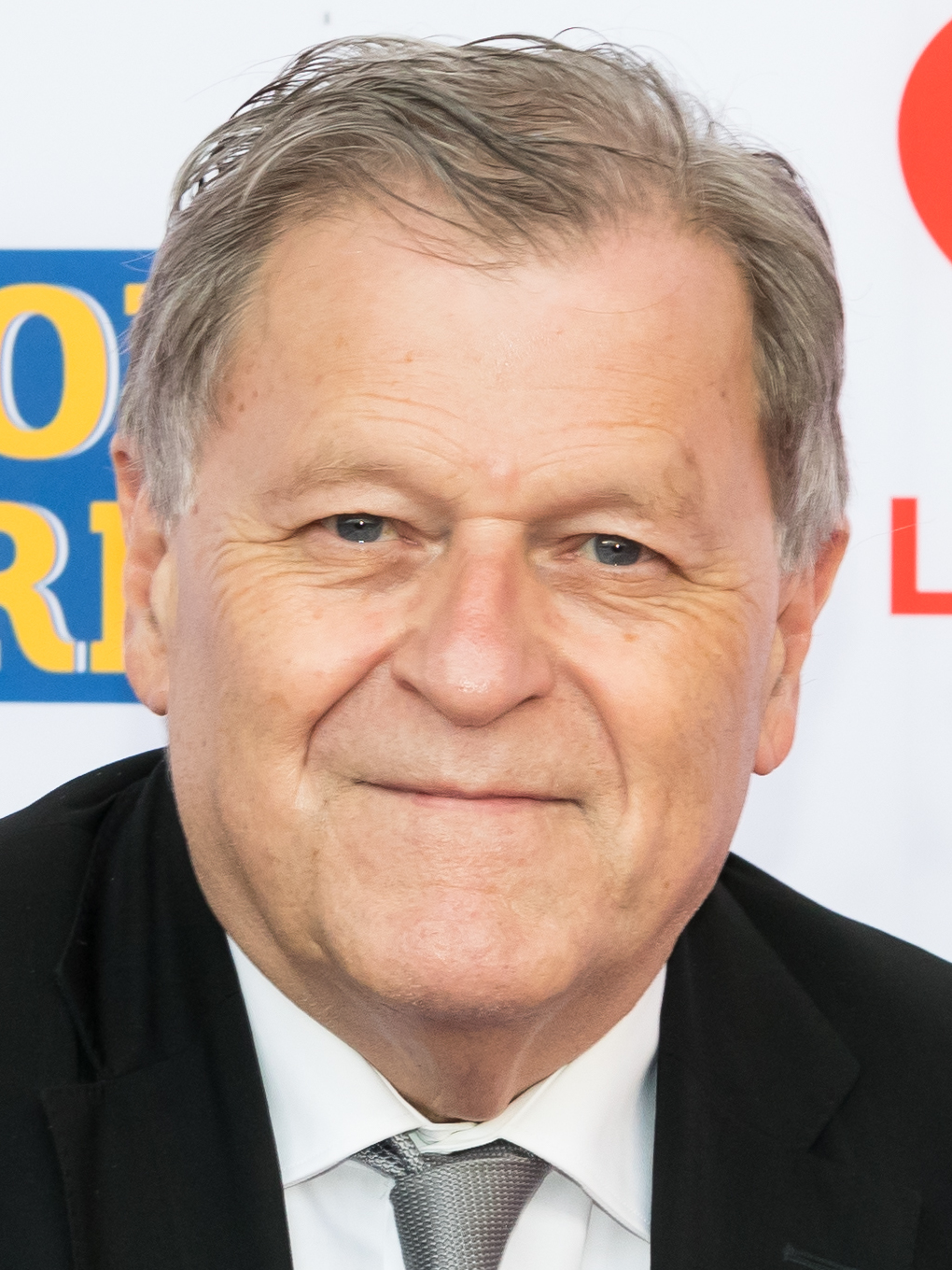
Norbert Haug beim Radio Regenbogen Award 2019

Norbert Friedrich Haug (* 24. November 1952 in Grunbach bei Pforzheim) ist ein deutscher Journalist, der von 1990 bis Ende 2012 Motorsport-Chef von Mercedes-Benz war.

## Anfänge als Journalist

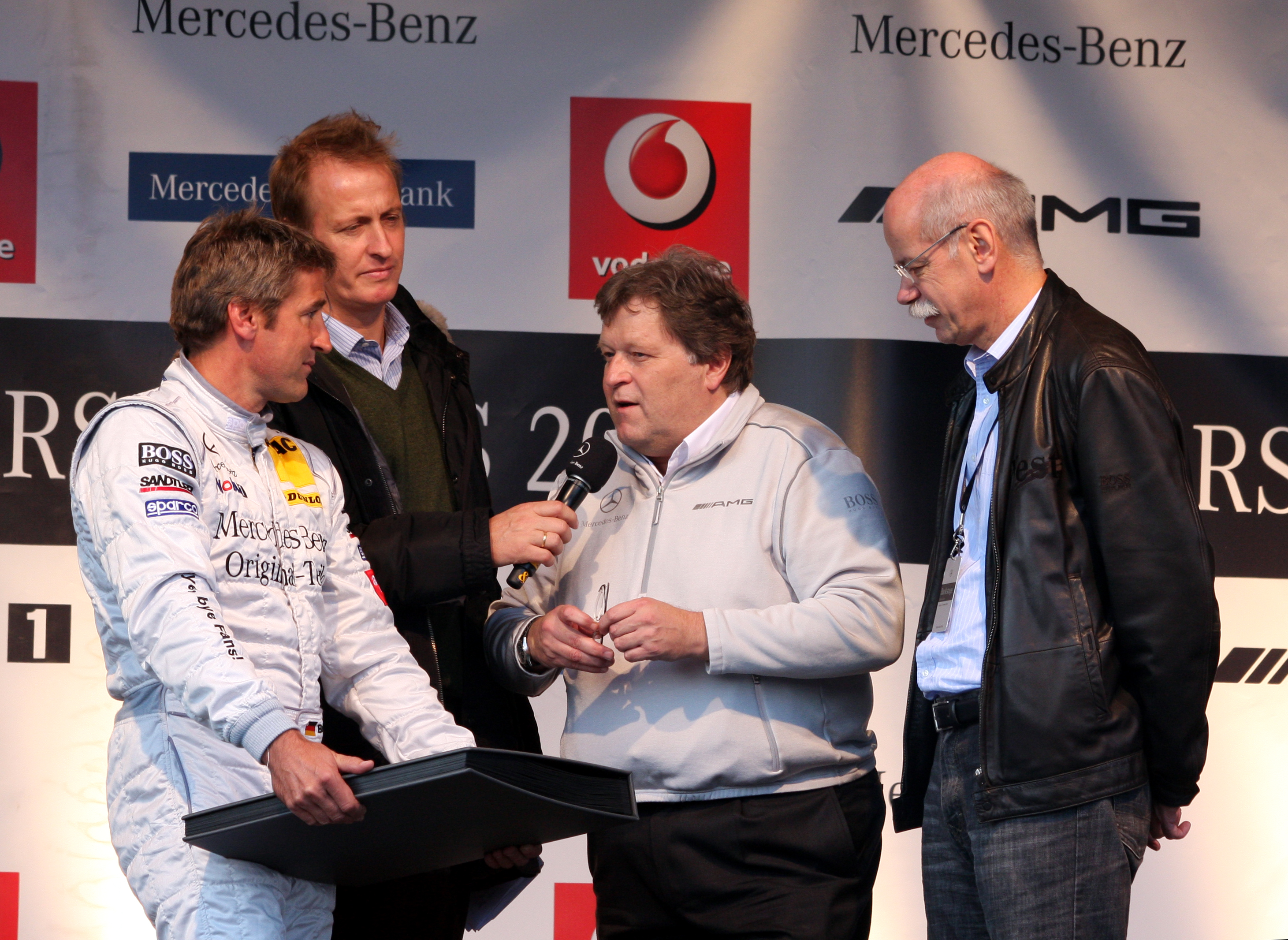
Norbert Haug bei der Verabschiedung von Bernd Schneider von der DTM (zusammen mit Florian König und Dieter Zetsche)

Haug begann seine Karriere 1973 als Volontär bei der Pforzheimer Zeitung, wechselte 1975 als Journalist zum Motor-Presse-Verlag in Stuttgart. Ein Jahr später wurde er Leiter des Ressorts Sport für das Magazin auto motor und sport. Dort wurde er 1988 zum stellvertretenden Chefredakteur ernannt, nachdem er von 1985 bis 1987 zwischenzeitlich Chefredakteur der Zeitschrift sport auto gewesen war.

## Motorsport-Chef bei Mercedes-Benz
1990 wechselte Haug zur Daimler-Benz AG, wo er Motorsport-Chef wurde. Zu Beginn betreute er die Einsätze in der Gruppe C, später auch in der DTM sowie der ITC. Insbesondere die DTM-Fahrertitel von Klaus Ludwig  in den Jahren 1992 und 1994 sowie die DTM- und ITC-Fahrertitel von Bernd Schneider aus dem Jahr 1995 waren die Höhepunkte der Frühphase seines Engagements als Mercedes-Sportchef.
Unter Haugs Leitung stieg Mercedes-Benz nach fast 40 Jahren wieder in die Formel 1 ein. Zunächst startete der damalige Mercedes-Partner Peter Sauber mit einem eigenen Team; auf den Autos der Saison 1993 stand lediglich Concept by Mercedes-Benz. Im Jahr darauf hieß das Team offiziell Sauber-Mercedes. Der schwere Unfall von Karl Wendlinger im Training zum Großen Preis von Monaco war der Tiefpunkt der Saison. Nach der Trennung von Sauber Ende des Jahres unterstützte Mercedes-Benz dann das britische McLaren-Team, mit dem Mika Häkkinen 1998 und 1999 sowie Lewis Hamilton 2008 den Weltmeistertitel gewannen. 2009 beendete Mercedes das Engagement mit dem bisherigen Partner McLaren und kaufte den Rennstall Brawn GP. Seit der Saison 2010 ist man mit einem eigenen Team unter dem Namen Mercedes GP Petronas F1 Team bzw. Mercedes AMG Petronas F1 Team beteiligt.
Zum Ende des Jahres 2012 lösten Haug und Mercedes-Benz den Vertrag in gegenseitigem Einvernehmen auf.

## Sonstiges
Neben seinem Engagement in der Formel 1 war Haug als Motorsportchef von Mercedes-Benz auch in der DTM aktiv. Da sich die Termine beider Serien nicht überschnitten, war er auch bei den meisten DTM-Rennen anwesend.
Im Porsche Carrera Cup fuhr er selbst Rennen; er kennt die Szene damit sowohl als Fahrer, Manager als auch als Journalist.
Haug ist verheiratet und hat eine Tochter. Er ist bekennender Anhänger des VfB Stuttgart.

## Nach dem Motorsport
Im Oktober 2013 wurde bekannt gegeben, dass Norbert Haug künftig das Globalisierungsprogramm der Paravan Technology Group, eines Spezialanbieters für behindertengerechte Fahrzeugumbauten aus Pfronstetten, leiten wird. Im März 2014 gab die ARD bekannt, Haug als Experten für die Übertragungen der DTM verpflichtet zu haben.